# Campionato italiano assoluto di scacchi 2023
Il Campionato italiano assoluto 2023 è stato l'82ª edizione del campionato italiano di scacchi, organizzato dalla Federazione Scacchistica Italiana. La finale del torneo si è svolta a Brescia tra il 28 novembre e il 9 dicembre 2023.

## Formula
Il CIA 2023 si è svolto in quattro fasi, chiamate "ottavi di finale", "quarti di finale", "semifinale" e "finale".

### Ottavi e quarti di finale
Gli ottavi di finale furono i campionati provinciali, svoltisi in tutto il paese nel periodo gennaio-aprile. Gli ottavi di finale davano diritto alla qualificazione ai successivi quarti di finali i giocatori dalla prima categoria nazionale a scendere in una quota del 30%. I quarti di finali furono i campionati regionali che si svolsero nel periodo aprile-giugno. Concorrevano alla qualificazione alla semifinale i giocatori qualificati dagli ottavi di finali e coloro che pur avendo il titolo di candidato maestro nazionale avevano un punteggio elo fide inferiore ai 2100.

### Semifinale
La semifinale del CIA 2022 è stata un torneo open a sistema svizzero al quale avrebbero potuto accedere tutti i tesserati alla FSI con cittadinanza italiana con i seguenti requisiti:
1. Tesserati con Elo superiore a 2100
2. Il 20% dei partecipanti ai campionati regionali (quarti di finale) fra coloro che detenevano il titolo di almeno candidato maestro nazionale e un punteggio inferiore a 2100 e coloro con una categoria nazionale inferiore a candidato maestro nazionale che abbiano ottenuto la qualificazione ai quarti dagli ottavi di finale.

Si è disputata a Villesse dal 15 al 22 luglio del 2023 ed è stata vinta dal maestro internazionale Artem Gilevych con il punteggio di 7 su 9.

### Finale
La Finale del CIA 2023 è stato un torneo con girone all'italiana semplice a 12 partecipanti.
I 12 concorrenti si sono qualificati secondo i seguenti criteri:
1. i primi 3 della finale del CIA 2022: Luca Moroni, Danyyil Dvirnyy, Sabino Brunello;
2. i primi 3 della semifinale: Artem Gilevych, Alessandro Santagati, Valerio Carnicelli;
3. il primo classificato del Campionato juniores del 2022: Gabriele Lumachi;
4. i primi 4 giocatori per Elo, considerando la media Elo degli ultimi dodici mesi dall'agosto del 2022 al luglio del 2023 e un numero minimo di 36 partite valide per la variazione dell'Elo FIDE giocate nello stesso periodo;
5. wildcard stabilita dalla FSI.[2]

La cadenza stabilita per le partite era di 100 minuti per le prime 40 mosse, 50 minuti per le successive 20 mosse, 15 minuti dalla 61ª mossa in poi, 30 secondi di incremento a mossa da mossa 1.

### Spareggi
In caso di ex aequo sia per la vittoria finale che per il podio era previsto un sistema di spareggio a gruppi di due:
- Due partite rapid a 12 minuti con 3 secondi di incremento a mossa a partitre da mossa 1.
- In caso di ulteriore parità due partite lampo a 3 minuti, con 2 secondi di incremento a mossa a partire da mossa 1.
- Persistendo la parità era previsto il sistema sudden death nel quale il giocatore con il bianco aveva 6 minuti di tempo, mentre il giocatore con il nero aveva 5 minuti di tempo, ma otteneva la vittoria della partita anche in caso di patta.

Nel caso di pari merito tra più di due partecipanti era inoltre previsto un mini round-robin tra i giocatori coinvolti con le stesse cadenze.

## Finale

### Partecipanti
Alla finale partecipavano dodici giocatori, in base a criteri stabiliti dalla FSI.
| Nr. | Giocatore               | Criterio di qualificazione                     |
| --- | ----------------------- | ---------------------------------------------- |
| 1   | Luca Moroni             | Vincitore del CIA 2022                         |
| 2   | Danyyil Dvirnyy         | Secondo classificato al CIA 2022               |
| 3   | Sabino Brunello         | Terzo classificato al CIA 2022                 |
| 4   | IM Artem Gilevych       | Vincitore della Semifinale                     |
| 5   | FM Alessandro Santagati | Secondo classificato alla Semifinale           |
| 6   | FM Valerio Carnicelli   | Terzo classificato alla Semifinale             |
| 7   | Lorenzo Lodici          | Media Elo nel periodo agosto 2022-luglio 2023  |
| 8   | Francesco Sonis         | Media Elo nel periodo agosto 2022-luglio 2023  |
| 9   | Pier Luigi Basso        | Media Elo nel periodo agosto 2022-luglio 2023  |
| 10  | Alberto David           | Media Elo nel periodo agosto 2022-luglio 2023  |
| 11  | FM Gabriele Lumachi     | Campione italiano juniores 2021                |
| 12  | IM Sebastian Iermito    | wild card assegnata dal Consiglio Federale FSI |

### Classifica
| #  | Giocatore            | Elo  | 1 | 2 | 3 | 4 | 5 | 6 | 7 | 8 | 9 | 10 | 11 | 12 | Totale | S-B |
| -- | -------------------- | ---- | - | - | - | - | - | - | - | - | - | -- | -- | -- | ------ | --- |
| 1  | Luca Moroni          | 2587 |   | 0 | 1 | 1 | 1 | ½ | ½ | 1 | ½ | 1  | 1  | 1  | 8,5    |     |
| 2  | Lorenzo Lodici       | 2545 | 1 |   | ½ | ½ | 0 | ½ | 1 | 1 | ½ | 1  | 1  | 0  | 7      |     |
| 3  | Sabino Brunello      | 2500 | 0 | ½ |   | ½ | ½ | ½ | ½ | 1 | ½ | 1  | 1  | 1  | 7      |     |
| 4  | Francesco Sonis      | 2577 | 0 | ½ | ½ |   | ½ | ½ | ½ | ½ | 1 | 1  | ½  | 1  | 6,5    |     |
| 5  | Artem Gilevych       | 2408 | 0 | 1 | ½ | ½ |   | 1 | ½ | ½ | ½ | ½  | 1  | 0  | 6      |     |
| 6  | Alberto David        | 2529 | ½ | ½ | ½ | ½ | 0 |   | ½ | 1 | ½ | ½  | ½  | 1  | 6      |     |
| 7  | Pier Luigi Basso     | 2483 | ½ | 0 | ½ | ½ | ½ | ½ |   | ½ | ½ | ½  | ½  | 1  | 5,5    |     |
| 8  | Valerio Carnicelli   | 2423 | 0 | 0 | 0 | ½ | ½ | 0 | ½ |   | 1 | ½  | 1  | 1  | 5      |     |
| 9  | Danyyil Dvirnyy      | 2495 | ½ | ½ | ½ | 0 | ½ | ½ | ½ | 0 |   | ½  | ½  | ½  | 4,5    |     |
| 10 | Sebastian Iermito    | 2526 | 0 | 0 | 0 | 0 | ½ | ½ | ½ | ½ | ½ |    | ½  | 1  | 4      |     |
| 11 | Gabriele Lumachi     | 2395 | 0 | 0 | 0 | ½ | 0 | ½ | ½ | 0 | ½ | ½  |    | 1  | 3,5    |     |
| 12 | Alessandro Santagati | 2242 | 0 | 1 | 0 | 0 | 1 | 0 | 0 | 0 | ½ | 0  | 0  |    | 2,5    |     |